# Bosszú El Pasóban
A Bosszú El Pasóban (eredeti cím olaszul: I quattro dell’Ave Maria, angolul: Ace High) 1968-ban bemutatott spanyol közreműködéssel készült olasz westernfilm, amelynek főszereplői Bud Spencer és Terence Hill, és az 1967-ben bemutatott Isten megbocsát, én nem folytatása. Magyarországon ismert még A pirinyó, a behemót és a jófiú címen is (ezt a címet az ihlethette, hogy a harmadik főszereplő A Jó, a Rossz és a Csúf című filmből ismert Eli Wallach volt). Emellett nem hivatalosan szokták az eredeti cím tükörfordításával is emlegetni (Négyen egy Ave Mariáért).
Az előző részhez képest jobban hasonlít a duó későbbi klasszikus filmjeire: a két színész szerepe kiegyenlítettebb (legtöbbször együtt láthatók), Bud Spencer verekszik is, megjelenik Terence Hill figurájának lustasága (lóháton alvás), van néhány humorosabb jelenet is. Ahogy az előző film, úgy a Bosszú El Pasóban is spanyolországi helyszínen készült.
Az élőszereplős játékfilm rendezője és írója Giuseppe Colizzi, producerei Bino Cicogna és Giuseppe Colizzi, zeneszerzője Carlo Rustichelli. A mozifilm a Crono Cinematografica S.p.A. és a Finanzia San Marco gyártásában készült, az Euro International Film forgalmazásában jelent meg. Műfaja westernfilm. 
Olaszországban 1968. október 31-én mutatták be a mozikban, Magyarországon két szinkronos változat is készült belőle, amelyekből az elsőt az MTV2-n 1991. november 23-án, a másodikat a TV2-n 1999. január 1-jén vetítették le a televízióban.

## Cselekmény
Az 1860-as évek közepén Cat Stevens (Terence Hill) és Hutch Bessy (Bud Spencer) egy poros vadnyugati falucskába érkezik, hogy a postavonat kirablójától (Bill Sanantonio) elorzott zsákmányt bankba tegyék, illetve hogy a seriffnél felmarkolják a vérdíjat. A bankigazgatónak (Harold) azonban nemigen fűlik a foga ahhoz, hogy a 300 000 dollárt kifizesse a két idegennek. Kapóra jön számára, hogy a városka börtönében 15 éve tengődik egy régi ismerőse, Cacopoulos (Eli Wallach), akit azonmód kiszabadíttat. Ám Caco egy korábbi közös ügyük miatt került börtönbe, ezért nem ujjong, hogy a régi barát segítségére lehet, hanem bosszút áll rajta és lelövi. Ezután kereket old és elindul két másik barátja felkutatására. 
Útja során összefut Cat-tel és Hutch-csal, és elviszi a frissen szerzett 300 000 dollárjukat. A két férfi üldözőbe veszi, de hiába kapják el, a pénzüket Caco már elszórta. Mikor rátalálnak, Caco előbb elcsalja Cat-et, majd elhiteti Hutch-csal, hogy a régi barátaitól sok pénzre számít, és ha vele tart, kamatostul visszakapják tőle amit elvett. 
Más lehetőség nem lévén Hutch felkerekedik Mexikó felé, ahol Caco második barátját Paco-t keresik. Azonban itt a polgárháborúba keveredve kivégzőosztag elé kerülnek, amitől Cat és az általa felbérelt császárellenes, Juárez-párti forradalmár-szerencsevadász-rablóbanda menti meg őket. A menekülés alatt Caco szembe kerül Paco-val, de mivel őt már csak a bosszú vezérli, ezért őt is lelövi. Immár nem csak Cat és Hutch, hanem a forradalmárok is a pénzt akarják, ezért nem engedik el Cacopoulost. Caco felfedi szándékát Cat és Hutch előtt, miszerint a harmadik barátját is megkeresi (Drake), aki biztosan dúskál a pénzben. Mivel ez Cat és Hutch utolsó esélye, hogy a pénzüket visszakapják, ezért hármasban megszöknek a forradalmárok elől, ám a menekülés során Caco ismét elárulja őket és kilövi alóluk a lovakat. 
Cat és Hutch egy Thomas nevű néger mutatványos és felesége mellé szegődve eljut Fair City-be, ahol ismét megtalálják Caco-t. Kiderül közben az is, hogy a 300 000 dollár nagy részét Caco az itteni kaszinóban vesztette el. A banda hamar rájön, hogy a kaszinóban a ház csal, így furmányos tervet eszelnek ki, ami szerint mielőtt Caco elkapná Drake-et, ki is fosztják a kaszinót. Caco látszólag belemegy a tervbe, ám úgy intézi, hogy minél előbb kitörjön a botrány és szembe kerüljön Drake-kel. Közben Fair City lakosai is rájönnek, hogy a kaszinóban évek óta becsapták őket. Caco bosszúvágya tehát elhozta a végső leszámolást...

## Szereposztás
| Szerep                         | Színész           | Magyar hang                    | Magyar hang                                 |
| Szerep                         | Színész           | Bosszú El Pasóban (MTV2, 1991) | A pirinyó, a behemót és a jófiú (TV2, 1998) |
| ------------------------------ | ----------------- | ------------------------------ | ------------------------------------------- |
| Cat Stevens                    | Terence Hill      | Ujréti László                  | Ujréti László                               |
| Hutch Bessy                    | Bud Spencer       | Vajda László                   | Kránitz Lajos                               |
| Cacopoulos                     | Eli Wallach       | Kristóf Tibor                  | Kristóf Tibor                               |
| Thomas                         | Brock Peters      | Vass Gábor                     | Sinkovits-Vitay András                      |
| Drake                          | Kevin McCarthy    | Szokolay Ottó                  | Perlaki István                              |
| Thomas felesége                | Tiffany Hoyveld   | Kocsis Mariann                 | N/A                                         |
| Drake szőke embere             | Federico Boido    | N/A                            | N/A                                         |
| Harold titkára                 | Armando Bandini   | Csonka András                  | Szokol Péter                                |
| Paco Rosa                      | Livio Lorenzon    | Dózsa László                   | Izsóf Vilmos                                |
| Harold                         | Steffen Zacharias | Versényi László                | N/A                                         |
| Cangaceiro                     | Remo Capitani     | N/A                            | Orosz István                                |
| Charlie, a seriff helyettes    | Bruno Corazzari   | Szabó Sipos Barnabás           | N/A                                         |
| Bankár                         | Dante Cleri       | Izsóf Vilmos                   | Halmágyi Sándor                             |
| Al                             | Franco Gulà       | Antal László                   | N/A                                         |
| Krupié                         | Roger Beaumont    | Uri István                     | Wohlmuth István                             |
| Bajszos bokszmenedzser         | Giancarlo Badessi | Konrád Antal                   | Várkonyi András                             |
| Charlie gyilkosának bűntársa   | Frank Braña       | Balázsi Gyula                  | N/A                                         |
| Kaszinóalkalmazott             | Aldo Sala         | Imre István                    | N/A                                         |
| Galambot lelövő fickó          | N/A               | Imre István                    | N/A                                         |
| Harold nagydarab embere        | N/A               | Kisfalussy Bálint              | N/A                                         |
| Kaszinójátékos                 | N/A               | Kisfalussy Bálint              | N/A                                         |
| Harold vékony embere           | N/A               | Győri Péter                    | N/A                                         |
| Morris, Drake szakállas embere | N/A               | Kautzky Armand                 | N/A                                         |
| Idős fegyverboltos             | N/A               | Szoó György                    | N/A                                         |
| Idős temetkezési vállalkozó    | N/A               | Komlós András                  | N/A                                         |
| Fényképész                     | N/A               | Szokol Péter                   | N/A                                         |
| Házigazda                      | N/A               | Makay Sándor                   | N/A                                         |

## Televíziós megjelenések
- 1. magyar szinkron: TV-2, M3, Film Mánia, AMC, Duna
- 2. magyar szinkron: TV2, Paramount Channel